# خولنجان جاوي
خولنجان جاوي (الاسم العلمي:Alpinia javanica) هو نوع من النباتات يتبع جنس الخولنجان من فصيلة الزنجبيلية.